# جولي كلاري
ماري جولي بونابرت (بالفرنسية: Julie Clary)‏ (26 ديسمبر 1771 مرسيليا - 7 أبريل 1845 فلورنسا) كانت ملكة إسبانيا والإنديز ونابولي وصقلية القرينة كونها زوجة الملك جوزيف بونابرت والذي كان ملك نابولي وصقلية بين يناير 1806 ويونيو 1808 ولاحقًا ملك إسبانيا والإنديز الإسبانية الغربية بين 25 يونيو 1808 وحتى يونيو 1813.